# (9955) 1991 PU11
A (9955) 1991 PU11 a Naprendszer kisbolygóövében található aszteroida. Henry Holt fedezte fel 1991. augusztus 7-én.